# سوق الحميدية

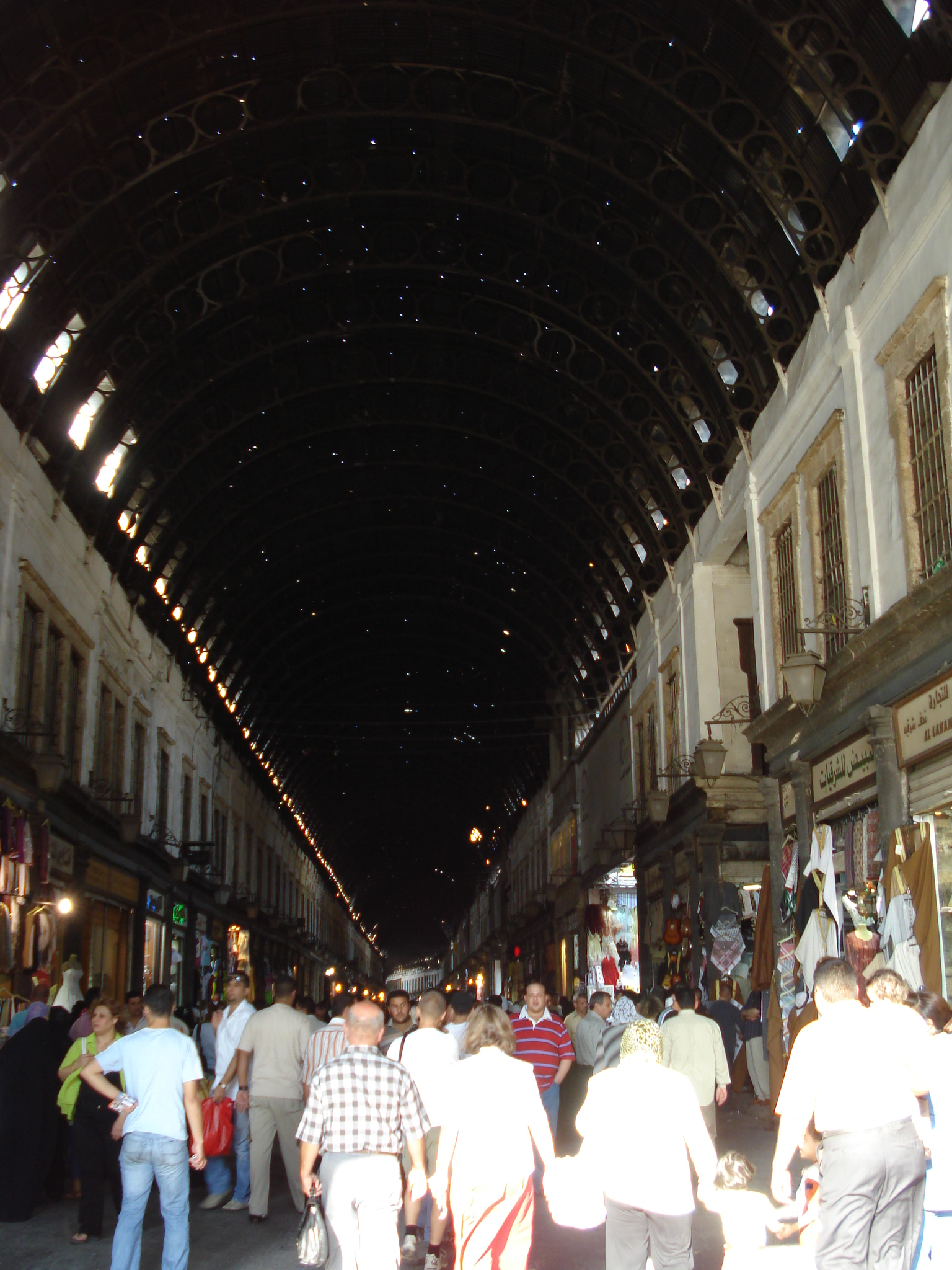
مدخل سوق الحميدية من جهة الغرب جهة شارع النصر

سوق الحَمِيدِيَّة من أشهر أسواق دمشق في سوريا، وأهم أسواق الشرق على الإطلاق، وأكثرها جمالًا ورونقًا، أمر ببنائه السلطان العثماني عبد الحميد الأول، وإليه نُسب. وصفه المؤرِّخون والباحثون بأنه فسيح رائع البناء، وبأنه مدينة تجارية صناعية في قلب دمشق القديمة، وبأنه دُرَّة الأسواق. وهو مغطًّى بالكامل بسقف من الحديد مملوء بالثقوب الصغيرة التي تنفُذ منها أشعَّة الشمس في النهار، ومبلَّط بحجر البازلت الأسود، ويُعَد ملتقى الزائرين والسيَّاح من جميع بقاع الدنيا.

## وصفه
يبدأ سوق الحَمِيدية عند نهاية شارع النصر مع شارع الثورة عند منطقة الدرويشية، ويمتد السوق لمسافة تقارب الميلين، الجزء الأول منه يقع بجوار قلعة دمشق وفيه العديد من المساجد أهمها المسجد الأموي والمباني التاريخية العريقة، وتصطف على جانبيه المحلات التجارية من كل نوع وصنف على طابقين، وتتفرع منه أسواق كثيرة مثل - سوق السروجية - سوق البزورية - سوق الصاغة - سوق المناخلية - سوق العصرونية - سوق الحرير - سوق العرائس - سوق القباقبية - سوق الخياطين وغيرها. وينتهي سوق الحميدية عند بوابة معبد جوبيتر الدمشقي وأعمدته الباسقة، ومنه إلى الساحة أمام الجامع الأموي في قلب المدينة القديمة.

## تاريخه
بُني السوق بشكله الحالي في عهد السلطان عبد الحَميد الأول عام 1780 م وأخذ اسمه الحَمِيدية من أيام ذلك السلطان العثماني، ويشتهر الحميدية بتاريخه العريق، فزيارة الشرق لا تكتمل إلا بزيارة أشهر الأسواق التراثية في الشرق سوق الحميدية، فذكره الرحالة كثيرًا في زياراتهم لسورية والشرق، وتباع في السوق كافة أنواع البضائع من كل صنف ولون وأهمها الصناعات التراثية مثل المصنوعات النحاسية والأرابيسك والمصدفات والأقمشة بكافة أنواعها الحريرية والقطنية والمطرزات والصناعات التراثية السورية وكافة أنواع الملابس الجاهزة وأدوات الزينة والأحذية والديباج والمفروشات والسجاد والذهب والتحف والهدايا والتراثيات.
بتاريخ 27 نيسان 1912 وقع حريق كبير أتى على أغلب محلات سوق الحميدية، انتشر الحريق بسرعة بسبب السقف الخشبي الذي كان يغطي السوق، أدى الحريق إلى مقتل وجرح العشرات وخسائر قدرت بعشرة ملايين دولار، وتقرر بعده استبدال السقف بآخر من التوتياء في الحميدية وغيره من أسواق دمشق درءًا لخطر الاحتراق.

## معالمه
يمتد سوق الحميدية وصولًا إلى أحد فروعه المسمى سوق (المسكية) وهو سوق للكتب والقرطاسية، حتى يصل إلى وأعمدة (معبد جوبيتر الدمشقي) وهي بقايا لمعبد وثني بني أيام الإغريق بقي منه أعمدته الضخمة الرخامية المرمرية الجميلة.. والمزينة بكؤوس مزخرفة من الرخام وبوابة أثرية، والذي يتصل بساحة يعتقد أنها كانت فناء للمعبد المذكور، ليجد الزائر نفسه أمام البوابة الرئيسية للجامع الأموي الكبير.
يحيط بالسوق عدد من الأوابد الأثرية والتاريخية فعلى يمينها تقع قلعة دمشق الشهيرة التي يتقدمها تمثال البطل التاريخي صلاح الدين الأيوبي وضريحه الذي يقع بين سوق الحميدية وبين حي العمارة التاريخي المغروف في دمشق القديمة، وقبل أن يصل زائر سوق الحميدية إلى أعمدة جوبيتير الضخمة الباسقة ينحرف، إذا شاهد يسارًا ليجد صرحًا ثقافيًا كبيرًا لايزال شاهدًا على كون دمشق الشام أهم حاضرة من حواضر الثقافة والعلم والمعرفة والصناعة والتجارة في الشرق على مر العصور، فتجد المكتبة الظاهرية التي بناها الظاهر بيبرس أبان فترة حكمه لدمشق، وتجد جوامع ومساجد أثرية ومباني تاريخية هامة، لاشك أن التاريخ كان هنا فأنت تشاهد التاريخ وعبق الزمان في كل مكان من هذا السوق العريق.

## الأسواق الفرعية
تتفرع عن سوق الحميدية وتحاذيها أسواق كثيرة يصل عددها إلى أكثر من عشرين سوقًا تاريخيًا متخصصة غير السوق الرئيسي. ويقول المؤرخون أنها تتجاوز ال21 سوقًا، ويقول القسطلي أنها تزيد على اثني عشر سوقًا، وهي أسواق مهنية تخصصية عرف كل سوق منها باسم حسب مهنة السوق وتخصصه، نذكر منها أساسًا:
- سوق مدحت باشا وهي سوق طويلة مسقوفة مثل سوق الحميدية بناها الوالي العثماني مدحت باشا.
- وسوق البزورية وفيها يباع كل شيء يتعلق بالأغذية والحبوب والبذورات المجففة إضافة إلى السمنة العربية والزيوت والبهارات.
- سوق الحريقة المتخصصة بالأقمشة وسوق الخياطين وسوق الصاغة للذهب وسوق العرائس المتخصصة بلوازم الأعراس ويسميها السكان سوق تفضلي.
- وسوق المناخلية وسوق العصرونية وسوق القباقبية وسوق السروجية (صناع سروج الخيل) وسوق الحرير وسوق الطويل وسوق المسكية
- وسوق القيشاني الذي تباع فيه الكلف والأزرار وسواها.
- وسوق الصوف لبيع الأصواف ومشتقاتها وسوق القطن وسوق العبي للعباءات العربية التي تشتهر بها مدينة دمشق والكثير من الروائع والفنون التي تشتهر بها سوريا.

البوظة الدمشقية
يوجد في سوق الحميدية صالات / محلات للبوظة السورية الدمشقية أو كما يطلق عليها صالونات متخصصة ب البوظة الدمشقية الشهيرة وهي نوع من المثلجات المعروفة في كافة الدول (البوظة العربية) - الآيس كريم - وهي تصنع هنا بأسلوب فريد ومميز منذ أكثر من مائة عام، وأشهر وأقدم صالونات ومحلات (البوظة الدمشقية) المعروفة والمشهورة هو (بوظة بكداش) التاريخي المعروف منذ نهاية القرن التاسع عشر ويزوره يوميا آلاف الزائرين.